# インド関係記事の一覧
インド関係記事の一覧（インドかんけいきじのいちらん）
インドに関係する記事を一覧する。
- インド出身の人物についてはインド人の一覧ならびに分野・時代別のインド人の一覧を参照。

## 英数字
0〜9
- 1942・愛の物語
- 1981年ビハール州列車転落事故
- 2009年チェンナイ・オープン
- 2009年チェンナイ・オープンシングルス
- 2009年チェンナイ・オープンダブルス
- 2010年エアセル・チェンナイ・オープン
- 2010年エアセル・チェンナイ・オープンシングルス
- 2010年エアセル・チェンナイ・オープンダブルス
- 2011年エアセル・チェンナイ・オープン
- 2011年エアセル・チェンナイ・オープンシングルス
- 2011年エアセル・チェンナイ・オープンシングルス予選
- 2011年エアセル・チェンナイ・オープンダブルス
- 2012年エアセル・チェンナイ・オープン
- 2012年エアセル・チェンナイ・オープンシングルス
- 2012年エアセル・チェンナイ・オープンダブルス
- 2015年インド科学会議古代航空機論争
- 2019年のボリウッド映画一覧
- 41型フリゲート
- 55年夫妻
- 7姉妹州

A〜Z
- ACC (企業)
- AIR-INK
- ANIテクノロジーズ
- ANRナショナル・アワード
- A・R・ラフマーン
- B.K.S.アイアンガー
- BRICS
- Crest Animation Studios
- DON -過去を消された男-
- Finacle
- Free Software Foundation of India
- GoAir
- GRAPES-3
- HAL バンガロール空港
- HDFC
- HDFC銀行
- ICICI銀行
- IndiGo
- ISO 3166-2:IN
- ISRO軌道周回機
- ITC (企業)
- IXiGO.com
- J・C・ダニエル賞
- KESARI/ケサリ 21人の勇者たち
- Lingaa リンガー
- MGMディジーワールド
- Micromax
- MMRCA (航空機)
- MRFタイヤ
- NIIT
- NTPC
- ONGC
- P. C. ソーカー
- PK (映画)
- Rediff.com
- RLV-TD
- Sarileru Neekevvaru
- SANJU サンジュ
- T-Series
- TVSモーター
- WAR ウォー!!
- Zomato

## あ行
- アイシャー・モーターズ
- 愛するがゆえに
- アイタレーヤ・ウパニシャッド
- アイテム・ナンバー
- 愛と憎しみのデカン高原
- アウランガーバード空港
- アウラングゼーブ
- アウラングゼーブ廟
- 赤い城
- アーカーシャ
- アガスティアの葉
- アガスティヤ
- アカデミー国際長編映画賞インド代表作品の一覧
- アガルタラ
- アガルタラ空港
- アークシャルダーム寺院 (デリー)
- アクバル廟
- アクラ型原子力潜水艦
- アザー・サイド 死者の扉
- アシイ
- アジタ・ケーサカンバリン
- アーシュラマ
- アシュラム運動
- アショーカ王
- アショーカ王碑文
- アストロサット
- アタルヴァ・ヴェーダ
- アックカン（英語版）
- アッサム
- アッサム語
- アッサム州
- アッサム・チベット地震
- アッサム文字
- アッサム・ライフル部隊
- アディティア (補給艦)
- アディティア・ビルラ・グループ
- アドハー
- アートマン
- あなたがいてこそ
- あなたの名前を呼べたなら
- アナルカリ・サルワール（英語版）
- アヌ族
- アバイ級コルベット
- アービンドコンストラクション
- アフマダーバード
- アフマダーバード空港
- アフマダーバード県
- アフマダーバード証券取引所
- アマラとカマラ
- アマル・ジャワン・ジョティ
- 網 (映画)
- アーミル・カーン
- アムブジャ・セメント
- アムリトサル
- アムリトサル国際空港
- アムリトサル条約
- アーユルヴェーダ
- アヨーディヤー
- アラジン 不思議なランプと魔人リングマスター
- アーラニヤカ
- アリハント (原子力潜水艦)
- アーミル・カーン・プロダクション
- アルターフ 復讐の名のもとに
- アルトゥル・ショーペンハウアー
- アルナーチャラム 踊るスーパースター
- アルナーチャラム・ムルガナンダム
- アルナーチャル・プラデーシュ州
- アルワルケリア
- アワド太守
- アーン (映画)
- アンガ国
- アーンドラ・プラデーシュ州
- アンドレイ・パリボク
- アンバ (潜水母艦)
- 医学生ムンナ・バーイー
- イギリス東インド会社
- イギリス領インド帝国
- イギリス連邦占領軍
- イシサウルス
- イーシャー・ウパニシャッド
- イスマイル・マーチャント
- イティマード・ウッダウラ廟
- イーデン・ガーデンズ
- 伊藤武 (インド研究者)
- インダス (スループ)
- インダス川
- インダス文明
- インダス文字
- インディアン航空
- インディアン・プレミアリーグ
- インディラ (映画)
- インディラ・ガンディー
- インディラ・ガンディー・アリーナ
- インディラ・ガンディー国際空港
- インディラ・ガンディー賞
- インディラ・ガンディー小児病院
- インディラ・ガンディー陸上競技場

### いんど〜いんどん
- インド
- インド亜大陸
  - インド亜大陸の野鳥一覧
- インド・イスラーム哲学
- インド・イラン語派
- インド宇宙研究機関
- インド映画
- インド映画テレビ研究所
- インド映画の歴代海外興行収入一覧
- インド映画連盟
- インド英語
- インド沿岸警備隊
- インドオオノガン
- インドオオリス
- インド・オーストラリアプレート
- インド・オブ・ザ・デッド
- インド化
  - インド化 (東南アジア)
- 印度怪鬼譚
- インド海軍
  - インド海軍艦艇一覧
- インドカイワリ
- インドカケス
- インドガビアル
- インドガン
- インド共産党
  - インド共産党マルクス主義派
  - インド共産党毛沢東主義派
- インド空軍
  - インド空軍博物館
- インドクジャク
- インドグランプリ
- インド・グリーク朝
- インド系移民と在外インド人
- インド経営大学院
- インド原子力発電公社
- インド憲法
- インド工科大学
- インド航空182便爆破事件
- インド航空855便墜落事故
- インド皇帝
- インド高等文官
- インドコガシラスッポン
- インド国際映画祭
  - インド国際映画祭 男優賞
- インド国民会議
- インド国民軍
- インド国立公文書館
- インド国立証券取引所
- インド国立フィルム・アーカイヴ
- インド国立法科大学
- インド語群
- インドコブラ
- インドゴムノキ
- インドサイ
- インドサウルス
- インド思想史学会
- インドジャボク
- インドシュモクザメ
- インド準備銀行
  - インド準備銀行総裁
- インドショウノガン
- インド情報技術大学
- インド人のアカデミー賞受賞者と候補者一覧
- インド人の名前
- インド人民党
- インド神話
- インド・スキタイ王国
- インドスクス
- インドステイト銀行
- インド政府
- インド西部地震
- インド占星術
- インドセンダン
- インド大司教ヨハネ
- インド大反乱
- インド太平洋
- インドタワー
- インド地域航法衛星システム
- インド庁長官
- インド帝国
- インド哲学
- インド鉄道WAM1形電気機関車
- インド鉄道WAM4形電気機関車
- インド統計大学
- インドトキコウ
- インドトゲオアガマ
- インド南部鉄道
- インドにおける大麻文化
- インドにおける性に関する問題
- インドにおける2019年コロナウイルス感染症の流行状況
- インドにおける仏教の衰退
- インドにおける仏教の弾圧
- インドニシキヘビ
- インドの衣服（英語版）
- インドの医療
- インドの宇宙開発
- インドの映画
- インドの核実験
  - インドの核実験 (1974年)
  - インドの核実験 (1998年)
- インドの河川の一覧
- インドのカテゴリ一覧
- インドのカトリック
- インドのカリグラフィー
- インドの観光地の一覧
- インドの企業一覧
- インドの教育
- インドの銀行の一覧
- インドの空港の一覧
- インドの経済
- インドの言語
  - インドの言語の話者数一覧
- インドの県の一覧
- インドの公用語の一覧
- インドの国章
- インドの国歌
- インドの国家元首一覧
- インドの国会
- インドの国旗
- インドの在外公館の一覧
- インドの菜食主義
- インドの財閥
- インドの仕置人
- インドの宗教
  - インドの宗教間対立
- インドの州首相一覧
- インドの人口統計
- インドの数学
- インドの政党
  - インドの政党別の国会議員数
- インドの世界遺産
- インドの総督
- インドの大統領
- インドの地方行政区画（-ちほうぎょうせいくかく）
- インドの地理
- インドの鉄道
- インドの鉄道駅一覧
- インドの伝統音楽
- インドの都市圏人口の順位
- インドの都市の一覧
- インドのナショナリズム
- インドの美術
- インドの風力発電
- インドの仏教
- インドの星勲章
- インドの漫画
- インドの命数法
- インドの有人宇宙飛行計画
- インドハイアス
- インド・パキスタン関係
- インド博物館 (コルカタ)
- インドハゲワシ
- インドハコスッポン
- インドハッカ
- インドハナガエル
- インド・パルティア王国
- インドヒモカズラ
- インドヒョウ
- インド標準時
- インドヒラマキガイ
- インドブッポウソウ
- インドプレート
- インド文化圏
- インド平和維持軍
- インドホシガメ
- インドボダイジュ
- インド門
  - インド門 (ムンバイ)
- インドヤイロチョウ
- インド洋
- インド洋委員会
- インド洋諸島ゲームズ
- インド洋全域昇温
- インド・ヨーロッパ語族
- インド・ヨーロッパ祖語
  - インド・ヨーロッパ祖語の音韻
- インドラ
- インドライオン
- インド理科大学院
- インド料理
- インド連合
- インド連邦
  - インド連邦 (ドミニオン)
- インド論理学
- インドワイン

### いんな〜
- インパクト・クラッシュ
- インパール空港
- インフォシス
- ヴァイアコム18
- ヴァイアコム18スタジオ
- ヴァイクンタプラムにて
- ヴァイシャ
- ヴァーストゥ・シャーストラ
- ヴァルナ (神)
- ヴァルナ (種姓)
- ヴァルナ・サンカラ
- ヴァルナ・ジャーティ制
- ヴァルン・ガーンディー
- ヴィヴェーカーナンダ大学
- ヴィクラマーディティヤ (空母)
- ヴィクラント (空母・初代)
- ヴィクラント (空母・2代)
- ヴィジャイ・アワード
- ヴィシャーカパトナム
- ヴィシャーカパトナム級駆逐艦
- ヴィシャーカパトナム空港
- ヴィシュヌ
- ヴィダルバ
- 宇井伯寿
- ウィプロ
- ヴィーラ 踊るONE MORE NIGHT!
- ヴィラート (空母)
- ウィリアム要塞
- ヴィール級コルベット
- ヴィール・サーヴァルカル国際空港
- ヴェーダ
- ヴェーダ語
- ヴェーダの韻律
- ヴェーダーンガ
- ヴェーンギー
- WAR ウォー!!
- 雨季 (映画)
- ウサバダータ
- うそつきは警官の始まり
- ウッタラーカンド州
- ウッタル・プラデーシュ州
- ウパニシャッド
- URI/サージカル・ストライク
- ウルドゥー語
- ウルドゥー語版ウィキペディア
- ウルドゥー文字
- エア・インディア
- エア・インディア・エクスプレス
- 映画祭事務局
- 英国総督 最後の家
- エーカジャ
- エージェント・ヴィノッド 最強のスパイ
- エッサール・グループ
- エフタル
- 王舎城
- 大類純
- お気楽探偵アトレヤ
- オスプレイ級機雷掃討艇
- 踊るツインズ
- オベロイ・ホテルズ&リゾーツ
- 表か裏か
- オヨ・ルームズ
- オランダ領インド
- オリッサ飢饉 (1866年)
- オリッサ州
- オリッシー
- オリヤー語
- オリヤー文字
- 女戦士
- 女盗賊プーラン

## か行
- 我
- ガーグラーチョリー（英語版）
- カイト (映画)
- カウシータキ・ウパニシャッド
- カウティリヤ
- カウピナム（英語版）
- 各年のインドの一覧
- 賭け (映画)
- カシミール語
  - カシミール語映画
- カースト
- 家族の四季 -愛すれど遠く離れて-
- カタ・ウパニシャッド
- カタックダンス
- ガッカ
- ガッガル・ハークラー川
- カッチ県
- カッチ語
  - カッチ語映画
- ガッバル再び
- ガナ・サンガ国
- カーナティック戦争
- カー・ニコバル級高速戦闘艇
- 金倉円照
- ガネーシャ マスター・オブ・ジャングル
- カピル・ミタル
- カブール・エクスプレス
- カーマ・スートラ/愛の教科書
- 神さまがくれた娘
- 上村勝彦
- 貨物専用鉄道建設事業
- カモルタ級コルベット
- ガヤ空港
- カラリパヤット
- カリカット国際空港
- ガリーボーイ
- カリンガ国
- カリンガ戦争
- カリンガ文字
- カルヴァリ級潜水艦
- カルカッタ証券取引所
- カルナータカ州
- カルナータカ太守
- ガルワール
- 河 (1951年の映画)
- カングラトンビ
- ガンジー
  - ガンジー (映画)
  - ガンジー (漫画)
- ガンジス川
- ガンジス崇拝
- ガンジスに還る
- ガンジスの流れる国
- ガンジー、わが父
- ガンダーラ
- ガンダーラ美術
- ガンダルヴァ・ヴェーダ
- 灌頂
- ガンディー平和賞 (インド政府)
- カンナダ語
- カンナダ語映画
- カンナダ語版ウィキペディア
- カンナダ語訳聖書
- カンナダ文字
- カンヌール国際空港
- カンフー・ヨガ
- カンボージャ
- 北インド
- 北サルカール
- きっと、うまくいく
- きっと、またあえる
- 君を探してた
- ギャバン (1966年の映画)
- 巨大メートル波電波望遠鏡
- ギラワリ天文台
- キランの旅路
- キロ型潜水艦
- キングフィッシャー (ビール)
- キングフィッシャー航空
- クイーン 旅立つわたしのハネムーン
- ククリ級コルベット
- 孔雀の玉座
- クシャトリヤ
- グジャラート語
- グジャラート語映画
- グジャラート州
- グジャラート・スルターン朝
- グッド・ライ 〜いちばん優しい嘘〜
- グトゥカー
- クトゥブ・ミナール
- グナ
- クマーウーン
- 熊使い
- グラシム・インダストリーズ
- 苦力
- クリアルジ・エンターテインメント
- クリヴァク型フリゲート
- クリヴァク3型国境警備艦
- クリシュナ
  - クリシュナ (企業)
  - クリシュナ (テルグ俳優)
  - クリシュナ (練習艦)
- クリシュナ意識国際協会
- クリシュナ・デーヴァ・ラーヤ
- クリシュナ・ラージャ1世
- クリシュナ・ラージャ2世
- クリシュナ・ラージャ3世
- クリシュナ・ラージャ4世
- グルカランド
- グルグラム
- クル国
- クル族
- グル・モハメッド
- クローゼットに閉じこめられた僕の奇想天外な旅
- グローファーズ
- グローブス (ファッションブランド)
- グワーハーティー国際空港
- 月種
- ケーナ・ウパニシャッド
- ケーララ州
- 幻想市場
- ケンペゴウダ国際空港
- ゴア州
- 恋する輪廻 オーム・シャンティ・オーム
- コ・イ・ヌール
- 香辛料貿易
- 国防省 (インド)
- 国立博物館 (ニューデリー)
- コーサラ国
- 五大
- ゴーダーヴァリ級フリゲート
- コタサウルス
- コーチン国際空港
- 五明
- コーヤンブットゥール国際空港
- コーラ級コルベット
- コルカタ
- コルカタ級駆逐艦
- コクバラ語
- 国立自然史博物館 (インド)
- ゴートラ
- ゴーピ・クリシュナ
- コーラス・グループ (企業)
- ゴール・グンバズ
- コンカニ語
- コンカニ語訳聖書
- コンノートプレイス
- コンプソスクス

## さ行
- サアーダト・アリー・ハーン
- サアーダト・アリー・ハーン2世
- 在インド外国公館の一覧
- 在インド日本国大使館
- サカ
- サタジット・レイ
- サティー (ヒンドゥー教)
- サティシュ・ダワン宇宙センター
- サプタ・アンガ
- サプタムインターナショナル
- サフダル・ジャング
  - サフダル・ジャング廟
- サーホー
- 佐保田鶴治
- サーマ・ヴェーダ
- 更紗
- サリュー級哨戒艦
- サルダール・パテール・スタジアム
- サールナート
- サリー (民族衣装)
- サルワール・カミーズ
- サレガマ
- サンジャイ・ガーンディー
- サンスクリット
- サンスクリット化
- サンスクリット経典
- サンスクリット語映画
- サンヒター
- サンファーマ
- シヴァ
- シヴァージー
  - シヴァージー (タンジャーヴール藩王)
- シヴァージー2世
- シヴァージー3世
- シヴァージー4世
- シヴァージー5世
- シヴァージー6世
- シヴァージー7世
- シヴァジー・スタジアム駅
- シヴァージー・ラーオ・ホールカル
- シヴァリク級フリゲート
- ジェットエアウェイズ
- ジェットライト
- ジェツン・ペマ
- シェルワニ（英語版）
- 塩の行進
- シク王国
- シク教
- シク教徒
- シークレット・スーパースター
- ジー・シネ・アワード
  - ジー・シネ・アワード アクション賞
  - ジー・シネ・アワード 監督賞
  - ジー・シネ・アワード 作品賞
  - ジー・シネ・アワード 審査員選出作品賞
  - ジー・シネ・アワード 審査員選出主演男優賞
- シシュマール級潜水艦
- シッキム王国
- シッキム会議派
- シッキム革命戦線
- シッキム語
- シッキム国民会議派
- シッキム国民党
- シッキム国家会議派
- シッキム州
- シッキム人民会議派
- シッキム人民党
- シッキム闘争会議
- シッキム民主戦線
- 実効支配線
- 実際の地上位置線
- シッダ医学
- 実利論
- 死の玉座
- シバ・クレーター
- シプラ
- ジャイ・ヴィラース宮殿
- ジャイナ教
- ジャイナ哲学
- 舎衛城
- 釈迦
- 釈迦族
- シャクティ (ヒンドゥー教)
- シャクティマーン
- シャーダル級戦車揚陸艦
- ジャーティ
- シャニワール・ワーダー
- シャベ・バラット
- ジャーマー・マスジド
- ジャムシェトジー・タタ
- 沙門
- ジャラシュワ (ドック型揚陸艦)
- ジャールカンド州
- ジャワハルラール・ネルー
- ジャワハルラール・ネルー大学
- ジャワハルラール・ネルー・スタジアム
- ジャワハルラール・ネルー・スタジアム (コーチ)
- ジャンムー・カシミール州
- ジャンムー・カシミール連邦直轄領
- シュヴェーターシュヴァタラ・ウパニシャッド
- 十王戦争
- 十六大国
- ジュガール
- シュードラ
- シュリー・カンティーラヴァ・スタジアム
- シュリー・シヴ・チャトラパティ・スポーツコンプレックス
- シュリーハリコータ
- シュリーランガパトナ条約
- シュルバ・スートラ
- 順世派
- 荘園
- ジョウハル (風俗)
- ジョセフ・チェノットゥ
- ジョティ (補給艦)
- ジョティー・アムゲ
- シラジット
- シリグリ回廊
- シロン空港
- ジーンズ 世界は2人のために
- シンドゥゴーシュ級潜水艦
- シンドゥ七大河
- シンドゥール

### す〜
- スィパーヒー
- スカーニャ級哨戒艦
- スコルペヌ型潜水艦
- スズロン
- スターパティア・ヴェーダ
- スタローン in ハリウッド・トラブル
- スタンリーのお弁当箱
- スチューデント・オブ・ザ・イヤー 狙え!No.1!!
- ストゥリー 女に呪われた町
- スナップディール
- スパイスジェット
- スボード・グプタ
- スルターン
  - スルターン (映画)
- 聖者の谷
- 線香
- 戦争と平和 非暴力から問う核ナショナリズム
- セント・ジョージ要塞 (マドラス)
- 賤民
- 蔵南地区
- ソニア・ガンディー
- その名にちなんで (映画)
- ソルトレイク・スタジアム

## た行

### た
- タイガー 伝説のスパイ
- タイガー・バレット
- タイガー・炎の3兄弟
- 第99山岳旅団
- 大三角測量
- タイッティリーヤ・ウパニシャッド
- ダウラト・ベグ・オルディ
- 鷹 (映画)
- タギー
- ダクシナ
- ダーサ
- タージ・ホテルズ・リゾーツ&パレス
- タージ・マハル
- タージマハル・ホテル
- タタ・グループ
- タタ・コンサルタンシー・サービシズ
- タタ・スチール
- タタ・モーターズ
- ダッキニー語
  - ダッキニー語映画
- タットヴァ
- ダッバーワーラー
- ダバング 大胆不敵
- タバール (フリゲート)
- ダヘーズ
- タミラカム
- タミル語
- タミル語映画
- タミル人
- タミル・ナードゥ州
- タミル・ナードゥ州の県
- タミル・ナードゥ州の政治
- ダラパティ 踊るゴッドファーザー
- ダルマ (インド発祥の宗教)
- ダルマ・スートラ
- ダルマドゥライ 踊る!鋼の男
- タルワー級フリゲート
- タルワー級フリゲート (12型フリゲート)
- タワング
- ダンガル きっと、つよくなる
- タンジャーヴール・マラーター宮殿

### ち〜つ
- チェイス!
- 治水
- チェンナイ
- チェンナイインFC
  - チェンナイインFCの年度別成績一覧
- チェンナイ・エクスプレス 〜愛と勇気のヒーロー参上〜
- チェンナイ県
- チェンナイ国際空港
- チェンナイ・スーパーキングス
- チェンナイ中央駅
- チェンナイ・マイソール線
- チェンナイ・マイラードゥトゥライ線
- チェンナイ・ラージダーニー急行
- チャチュ・ナーマ
- チャッティースガリー語
- チャッティースガリー語映画
- チャッティースガル州
- チャトラパティ・シヴァージー国際空港
- チャトラパティ・シヴァージー・ターミナス駅
- 茶番野郎
- チャーンドーギヤ・ウパニシャッド
- チャンドニー・チョーク・トゥ・チャイナ
- チャンドラムキ 踊る!アメリカ帰りのゴーストバスター
- チャンドラヤーン2号
- チャーンパーネール・パーヴァーガド遺跡公園
- 中央映画認証委員会
- 中央武装警察隊
- チョーター・ナーグプル高原
- チラム (喫煙具)
- チンディット
- 辻直四郎

### て
- ティタノサウルス
- ティティ
- ティルヴァナンタプラム
- ティルヴァンナーマライ
- ティルヴァンナーマライ県
- ティルヴァンナーマライ線
- ティルヴァンナーマライの戦い
- ティルチラーパッリ
- ティルチラーパッリ空港
- ティルチラーパッリ県
- ティルチラーパッリ包囲戦
  - ティルチラーパッリ包囲戦 (1741年)
  - ティルチラーパッリ包囲戦 (1743年)
- デーヴァダーシー
- ディーパク級補給艦
- ディーパク級補給艦 (2代目)
- ティール (練習艦)
- ディル・セ 心から
- デシ (南アジア)
- テランガーナ州
- デリー
- デリー級駆逐艦
- デリー公共図書館
- デリー持続可能な開発サミット
- デリー6
- デリー・シティFC
- デリー首都圏
- デリー証券取引所
- デリー・スルターン朝
- デリー・ディナモスFC
- デリーに行こう!
- デリーの戦い
  - デリーの戦い (1737年)
  - デリーの戦い (1757年)
  - デリーの戦い (1803年)
- デリー包囲戦 (1804年)
- デリー・メトロ
  - デリー・メトロの駅一覧
- デリーの鉄柱
- テルグ語
- テルグ語映画
- テルグ語訳聖書
- テルグ・デサム党
- テルグ文字
- 天竺
- 伝法灌頂

### と
- ドヴィジャ
- 統一インド
- ドウティ
- ドゥルグ級コルベット
- トゥル語
- トゥル語映画
- ドゥールダルシャン
- トゥンバ赤道ロケット打ち上げ基地
- 遠い雷鳴
- ドーグリー語
- ドーグリー語映画
- とらわれの水
- トリヴァンドラム国際空港
- トランケバル
- トリヴィクラマセーナ王
- トリプラ州
- トリプラースラ
- DON -過去を消された男-

## な行
- 中野義照
- 中村元 (哲学者)
- 中村了昭
- ナガランド州
- ナガランド人民戦線
- ナマステ
- ならず者の婿殿
- ナーランダ県
- ナーランダ僧院
- ナーランダ大学
- ナワーブ
- ナワーブ・バーイー
- ニザームッディーン・アウリヤー
- ニザームッディーン廟
- 西ベンガル州
- 西ベンガルの映画
- 日種
- 日本印度学仏教学会
- 日本国とインドとの間の安全保障協力に関する共同宣言
- ニューデリー駅
- ニルギリ級フリゲート
- ニルクタ
- 人間機械
- ネイボッブ
- ネータージー・スバース・チャンドラ・ボース国際空港
- ネタージ・バワン
- ネパール語
- ネパール語訳聖書
- ネルー・ガーンディー・ファミリー
- ネルージャケット（英語版）

## は行

### は
- ハイデラバード (インド)
- ハイデラバード空港
- ハウラー橋
- バウル (ベンガル)
- バガヴァッド・ギーター
- パキョン空港
- パーク・ハイアット・チェンナイ
- バジャージ・オート
- バジュランギおじさんと、小さな迷子
- パータリプトラ
- パッチャイヤッパル大学
- バードシャー テルグの皇帝
- パッドマン 5億人の女性を救った男
- 服部正明
- バーティ・エアテル
- パトナ
- パドマ・ブーシャン勲章
- パドマ・ブーシャン勲章の受賞者一覧 (1954年-1959年)
- パドマーワト 女神の誕生
- 鼻ピアス
- パハール語群
- バーフバリ
  - バーフバリ 王の凱旋
  - バーフバリシリーズ
  - バーフバリ 伝説誕生
- バブーを探せ!
- バラタ族
- パラデシーム
- バーラト重電機
- バラパサウルス
- バラモン
- バラモン教
- パラレル映画
- ハリヤーナー州
- ハリヤーンウィー語
- ハリヤーンウィー語映画
- 藩王国
- バンガロール・オープン
- バンガロール・スタジアム
- パンジャーブ
- パンジャーブ語
- パンジャーブ州 (インド)
- パンジャーブ料理
- パンチャーヤト制
- パンチャーラ族

### ひ
- 干潟龍祥
- 毘舎離
- ビジュー・パトナイク国際空港
- ヒジュラー
- ビスタラ
- ビディ
- ビハール語
- ビハール州
- ビハール・ネパール地震
- ビービー・カー・マクバラー
- ヒマーチャル・プラデーシュ州
- ビルサ・ムンダ空港
- ビルラ
- ヒーロー・サイクル
- ヒーロー・モーターズ
- ヒーロー・モトコープ
- ヒンダルコ・インダストリーズ
- ビンディー
- ヒンディ語・ウルドゥー語訳聖書
- ヒンディー・ミディアム
- ヒンドゥー教
- ヒンドゥー教徒
- ヒンドゥスターン
- ヒンドゥスタン・ユニリーバ
- ヒンドゥー哲学
- ヒンドゥトヴァ
- ヒンドゥー・ナショナリズム
- ヒンドスタン航空機

### ふ
- ファイザーバード
- ファインスタージュエリー&ダイヤモンド
- ファーストポスト
- ファトルダ・スタジアム
- ファニーを探して
- フィローズ・ガーンディー
- フォックストロット型潜水艦
- 不可触民
- 不可触民の娘
- 復讐の町
- プシュパカ・ヴィマナ (1987年の映画)
- 仏教
- 仏教哲学
- 仏教の歴史
- フマーユーン
- フマーユーン廟
- フライング・ジャット
- ブラインド・ミッション
- プラクリティ
- プラシャーンティ・ニラヤム
- プラシュナ・ウパニシャッド
- プラーナ
- ブラーフマナ
- ブラフマン
- ブラマプトラ級フリゲート
- フリップカート
- ブリハッド・アーラニヤカ・ウパニシャッド
- プール族
- ブルハトカヨサウルス
- プレイバックシンガー
- プレーム兄貴、王になる
- ブンデールカンド
- 分野・時代別のインド人の一覧

### へ〜ほ
- ペイティーエム
- ヘクマット・E・シーラーズィー
- ペチャ型フリゲート
- 蛇使い
- ベーフィクレー 大胆不敵な二人
- ベーラム (タギー)
- ベンガル語
- ベンガル語訳聖書
- ベンガル人
- ベンガル地方
- ベンガルール
- ベンガルールFC
- ペンチ・トラ保護区
- ポカラン
- ボージュプリー語
- ボージュプリー語映画
- ボス その男シヴァージ
- ホテル・ムンバイ
- 炎の二人
- ボビー (1973年の映画)
- ボリウッド・ハンガマ
- ポルトガル領インド
- 梵我一如
- ボンベイ (映画)
- ボンベイ証券取引所
- ボンベイtoナゴヤ

## ま行

### ま
- マイスール
- マイソール (軽巡洋艦)
- マイソール王国
- マイソール空港
- マイソール戦争
- マイトリー・ウパニシャッド
- マイネーム・イズ・ハーン
- マウリヤ朝
- 前田專學
- マガダ国
- マガール級揚陸艦
- マガディーラ 勇者転生
- マザー・テレサ
- マサラ映画
- マシアカサウルス
- マジュンガサウルス
- マーズ・オービター・ミッション
- マーター・アムリターナンダマイー
- マダム・イン・ニューヨーク
- マッカ (土器)
- マッキー (映画)
- マッスル 踊る稲妻
- マディヤ・プラデーシュ州
- マドゥライ空港
- マドラス医科大学
- マドラス管区大学
- マドラス基督教大学
- マドラス原子力発電所
- マドラス条約
- マドラス大学
- マドラスツパイ
- マドラスの戦い
- マドラス包囲戦
- マニカルニカ ジャーンシーの女王
- マニ・シン・ラワット
- マニプル州
- マハーヴィーラ
- マハトマ・ガンディー
- マハトマ・ガンディー世界平和賞
- マハーバーラタ
- マハーラージャ
- マハーラーシュトラ州
- マヘーンドラナート・グプター
- 魔法使いのおじいさん
- マーヤー
- マラーティー語
- マルチ・スズキ・インディア
- マールワー
- マン・オブ・ザ・ストーリー
- マンゴー・スフレ
- マンジル・マンジル
- マーンドゥーキヤ・ウパニシャッド

### み〜
- 見知らぬ人
- 水タバコ
- ミゾラム州
- ミッション・マンガル 崖っぷちチームの火星打上げ計画
- ミティラー
- ミドルマン
- 南アジア
- 南アジア史
- 南アジア地域協力連合
- 南インド
- 南インド映画商業会議所
- 南インド教会
- 南インド国際映画賞
- 南インドの映画
- ミモラ 心のままに
- 都の花嫁アムラパーリー
- 宮元啓一
- 未来を写した子どもたち
- ミーラー・ナーイル
- ミラム
- ミリンダ王の問い
- ミルカ
- 民族義勇団
- ムガル絵画
- ムガル建築
- ムガル帝国
- ムガル帝国の君主
- ムトゥ 踊るマハラジャ
- ムンダカ・ウパニシャッド
- ムンバイ
- ムンバイ・ダイアリーズ
- メーガーラヤ州
- メーガーラヤン
- めぐり逢わせのお弁当
- メケラサドール（英語版）
- メーンカー・ガーンディー
- 盲目のメロディ〜インド式殺人狂騒曲〜
- 燃えよスーリヤ!!
- モンスーン・ウェディング
- モンスーン海流

## や行
- ヤジャマン
- ヤシュ・ラージ・フィルムズ
- ヤジュル・ヴェーダ
- ヤーダブ
- 矢野道雄
- 山口恵照
- 山口泰司
- 山部能宜
- 闇の帝王DON 〜ベルリン強奪作戦〜
- 湯田豊
- ヨーガ・スートラ

## ら行
- ライオンブリッジ
- ラヴィ・シャンカル
- ラガーン
- ラクシュミー・ヴィラース宮殿
- ラクシュミーナーラーヤン寺院
- ラクシュミー 女神転聖
- ラクナウ
- ラサ (インド文化)
- ラザーカール
- ラジーヴ・ガンディー
- ラジーヴ・ガンディー国際空港
- ラジェンドラ・パチャウリ
- ラージプーターナー
- ラージプート (駆逐艦)
- ラージプート級駆逐艦
- ラジャサウルス
- ラージャスターン語
- ラージャスターン語映画
- ラージャスターン州
- ラージャスターンの丘陵城塞群
- ラージャスターン・ロイヤルズ
- ラジュー出世する
- ラージワーダー
- ラーセン&トゥブロ
- ラダック
- ラダック語
- ラティラハスヤ
- ラタン・タタ
- 落下の王国
- ラーナ (駆逐艦)
- ラパレントサウルス
- ラブ・イン・トーキョー
- ラーフル・ガンディー
- ラーマーヤナ
- ラーマーヤナの登場人物一覧
- ラーマーヤナ ラーマ王子伝説
- ラム・ダオ
- ラモジ・フィルムシティ
- ラール・バハードゥル・シャーストリー空港
- ランヴィジャイ (駆逐艦)
- ランヴィール (駆逐艦)
- ラングーン (映画)
- ランジート (駆逐艦)
- ランタンボール
- ランバクシー・ラボラトリーズ
- リグ・ヴェーダ
- リグナイ（英語版）
- 留保制度 インドvsインド
- リライアンス・インダストリーズ
- リライアンス・インフラストラクチャー
- リライアンス・エンターテインメント
- リライアンス・コミュニケーションズ
- Lingaa リンガー
- 輪廻
- 輪廻転生
- ルドラマデーヴィ 宿命の女王
- ルンギー
- レー (インドの都市)
- レッド・マウンテン
- 連邦直轄領 (インド)
- 六師外道
- 六道
- ロージャー
- ロータス寺院
- 六派哲学
- ロボット (映画)
- ロボット2.0
- “ロミオ”・ラージクマール

## わ行
- ワーガ
- 若さは向こう見ず
- 私はピエロ
- 渡瀬信之
- ワダラの抗争